# Acerataspis cruralis
Acerataspis cruralis là một loài tò vò trong họ Ichneumonidae.